# زیست‌شناسی نوری
زیست‌شناسی نوری (به انگلیسی: Photobiology) مطالعه علمی سودمندی‌ها و زیان‌مندی‌های واکنش‌های نوری (در اصطلاح علمی تابش غیریونساز) در جانداران است. زیست‌شناسی نوری موضوع مطالعه بین‌رشته‌ای است که رشته‌های نورشناسی، فوتوشیمی، فتوسنتز، ریخت‌زایی نوری، فیزیولوژی دستگاه بینایی، ساعت زیستی، زیست‌تابی، و اثرات تابش‌های فرابنفش را در بر می‌گیرد.
چیزی که تابش‌های یوننده را از تابش‌های غیریونی متمایز می‌سازد این است که فوتون باید دارای انرژی بالاتر از ۱۰ eV باشد که تقریباً هم با نخستین انرژی یوننده اکسیژن و هم با نخستین انرژی یوننده هیدروژن که حداد برابر ۱۴ eV است برابری دارد.
هنگامی که فوتون‌ها به مولکول‌ها برمی‌خورند، این مولکول‌ها می‌توانند از فوتون‌ها انرژی دریافت کنند. پس از آن ممکن است با مولکول‌های اطراف‌شان واکنش نشان داده و تغییرات «فتوشیمیایی» و «نورشناختی» در ساختار مولکولی درست کنند.